# Simon Bode
Simon Bode (* 1984 in Hamburg) ist ein deutscher Opernsänger (lyrischer Tenor).

## Leben und Werdegang
Bereits in seiner Jugend als Pianist und später als Sänger tätig, nahm Simon Bode mit 17 Jahren seine Gesangsausbildung auf. Er studierte klassischen Gesang in Hannover bei Charlotte Lehmann, und in New York bei Neil Semer.
Bode begann seine Karriere im Opernstudio der Oper Frankfurt. 2012/13 wurde er ins feste Ensemble der Oper Frankfurt übernommen. 2017 wechselte er als Ensemblemitglied an die Niedersächsische Staatsoper Hannover. Heute ist Simon Bode als freier Sänger tätig.
Er sang verschiedene Rollen, darunter Tamino in Die Zauberflöte (Wolfgang Amadeus Mozart), Belmonte in Die Entführung aus dem Serail (Wolfgang Amadeus Mozart), Don Ottavio in Don Giovanni (Wolfgang Amadeus Mozart), Fenton in Falstaff (Giuseppe Verdi), Orsino in Was ihr wollt (Manfred Trojahn), den Steuermann in Der fliegende Holländer (Richard Wagner) und er wirkte in Der goldene Drache (Péter Eötvös) mit.
Gastspiele brachten ihn unter anderem an die Norwegische Nationaloper Oslo, die Opéra National de Bordeaux, das Théatre des Champs-Élysées in Paris, das Theater Basel und die Bregenzer Festspiele. Dabei sang er mit Orchestern und Ensembles wie den Wiener Philharmonikern, dem Ensemble Modern, der NDR Radiophilharmonie, dem Münchner Rundfunkorchester oder Les Talens Lyriques.
Er war zu Gast bei Festivals, wie den Salzburger Festspielen, dem Schleswig-Holstein Musik Festival, dem Kissinger Sommer, dem Heidelberger Frühling, den Schlossfestspielen Ludwigsburg, dem Rheingau Musikfestival, dem Beethovenfest Bonn, im Pierre Boulez Saal Berlin und der Londoner Wigmore-Hall.
Zu seinen Kammermusikpartnerinnen und -partnern gehören die Pianisten Igor Levit, Graham Johnson und Nicholas Rimmer sowie die Bajanistin Elsbeth Moser.
2023 gab er sein Debüt in der Carnegie Hall in New York.
Simon Bode ist Dozent für Gesang an der UdK Berlin und Lehrender an der Hochschule für Musik Carl Maria von Weber Dresden.
Er ist Teil des Dokumentarfilms Joana Mallwitz – Momentum über das berufliche und private Leben von Joana Mallwitz, mit der er verheiratet ist. Sie haben einen gemeinsamen Sohn (* 2021).

## Einspielungen
- Kurt Weill: Symphonien Nr. 1 & 2, 2023 (Dirigentin: Joana Mallwitz)
- Andrea Bernasconi: L’Huomo (Oper), 2023 (Dirigentin: Dorothee Oberlinger)
- Robert Schumann: Lieder & Gesänge Hefte 2–4 (op.51, 77, 96), 2020 (Liedbegleiter: Caroline Melzer, Sopran, Ulrich Eisenlohr, Klavier)
- Robert Schumann: Romanzen, Balladen, Duette, 2019 (Liedbegleiter: Caroline Melzer, Sopran, Anke Vondung, Mezzosopran, Ulrich Eisenlohr, Klavier)
- Robert Schumann: Spanisches Liederspiel op.74, 2019 (Liedbegleiter: Anna Palimina, Marion Eckstein, Matthias Hoffman, Ulrich Eisenlohr, Stefan Irmer)
- Franz Lehár: Der Graf von Luxemburg, 2017 (Dirigentin: Eun Sun Kim)
- Richard Wagner: Das Liebesverbot, 2013 (Dirigent: Sebastian Weigle)
- Salvatore Sciarrino: Luci mie traditrici (Oper in 2 Akten), 2010 (Dirigent: Marco Angius)
- Johannes Brahms: Sämtliche Lieder Vol. 3, 2009 (Liedbegleiter: Graham Johnson)

## Auszeichnungen
- Hans Sikorski-Gedächtnispreis der Deutschen Stiftung Musikleben[1]
- Nachwuchspreise des NDR[1]
- Nachwuchspreis der Walter und Charlotte Hamel Stiftung[1]
- 2. Preis beim Internationalen Schubert Wettbewerb in Dortmund gemeinsam mit dem Pianisten Nicholas Rimmer[1]
- Mehrfache Nominierung als Nachwuchssänger des Jahres in der Kritikerumfrage der Opernwelt[1]